# Euadne (Tochter des Iphis)
Euadne (altgriechisch Εὐάδνη Euádnē) ist in der griechischen Mythologie eine Tochter des Iphis und Frau des Kapaneus, dem sie den Sthenelos gebar.
Nachdem ihr Ehemann bei der Belagerung von Theben durch einen Blitz des Zeus erschlagen worden war, warf sie sich auf den brennenden Scheiterhaufen und starb. Die Tat galt in der Antike als Beispiel der Gattentreue.